# Es Dach überem Chopf (Film)
Es Dach überem Chopf (dt. Ein Dach über dem Kopf) ist der Titel eines Schweizer Films, den Kurt Früh 1961/62 nach einem Drehbuch, das er zusammen mit Jean Pierre Gerwig geschrieben hatte, für die Zürcher Filmfirmen Gloriafilm GmbH und Praesens-Film AG realisierte. In der Hauptrolle war der beliebte Bündner Volksschauspieler Zarli Carigiet zu sehen, an seiner Seite spielte Valerie Steinmann. Mit einer kleinen Rolle gab Bruno Ganz seinen Einstand beim Film.

## Handlung
Balz Caduff (Zarli Carigiet), verheiratet mit Vreni (Valerie Steinmann), ist ein Kleinbauer aus dem Bündnerland, der in die Stadt abgewandert ist. Hier hat er es zu sechs Kindern, aber auf keinen grünen Zweig gebracht. Er haust in einer Notbaracke und ist bei manchen Nachbarn unbeliebt, weil er seinen Ärger gerne im Alkohol ertränkt. Dazu ist er ein Polterer, der mit roher Faust das Glück leider nicht immer im Haus halten kann.
Wie die Fee aus dem Märchen erscheint eines Tages der Hausbesitzer Frehner (Willi Fueter) bei den Caduffs und offeriert ihnen für 100 Franken eine Traumwohnung samt Mansarde am Zürichberg. Der unsoziale Haken an der edlen Tat: Die lärmigen Caduffs sollen Herrn Eidenbenz (Heinrich Gretler) und seine Frau (Walburga Gmür), ein sehr anspruchsvolles Mieterpaar, so sehr ärgern, dass sie freiwillig wegziehen. Was allerdings als Knalleffekt geplant war, wird zum Rohrkrepierer: Die Caduffs entwickeln sich umgehend zu Mustermietern und sind bald im nachbarlichen Umfeld so gut aufgehoben, dass sie sogar kleinere, aber durchaus lautstarke Krisen unbeschadet überstehen.

## Hintergrund
Dem Drehbuch von Jean-Pierre Gerwig zugrunde lag dessen fünfteilige Serie
halbstündiger Hörspiele, die er nach Akten des Zürcher Wohnungsamtes für das Schweizer Radio geschrieben hatte, und die er mit Kurt Früh zusammen für den Film aufbereitete. Zarli Carigiet, der jüngere Bruder des Malers und Grafikers Alois Carigiet, spielte in Frühs Sozialmärchen «Es Dach überem Chopf» seine erste «grosse» Hauptrolle. Er gehörte in den folgenden Jahrzehnten zu den bekanntesten Schweizer Künstlern; neben seinen Auftritten auf der Cabaret- und Theaterbühne spielte er grössere Nebenrollen in vielen klassischen Schweizer Spielfilmen.
Drehzeit war vom 3. Dezember 1961 bis zum 18. Januar 1962. Gedreht wurde aussen bei eisiger Kälte in einem Schopf bei Oerlikon. Innenaufnahmen wurden im «Gesellenhaus» Wolfbach, Zürich, und in der Züspa-Halle, Zürich-Oerlikon gemacht. Die Photographie besorgte Emil Berna, den Filmschnitt Hans Heinrich Egger. Die Filmbauten erstellte Ambrosius Humm. Walter Baumgartner schrieb die Filmmusik.
Der Film war eine Koproduktion der beiden Zürcher Filmfirmen Gloriafilm GmbH und Praesens Film AG., Produzenten waren
Max Dora, Kurt Früh und Lazar Wechsler. Den Verleih für die Schweiz übernahm die Praesens-Film.
Der Film wurde in der Schweiz am 16. März 1962 im Zürcher Kinopalast «Urban» uraufgeführt.
«Es Dach überem Chopf» wurde im Schweizer Fernsehen SRF am Samstag, den 11. April 2015 um 14:00 Uhr gesendet, im deutschen Fernsehen in einer Kurt Früh-Reihe auf 3sat am Mittwoch, den 8. April 2015 nachmittags um 16:05 Uhr.
Die Praesens Film brachte «Es Dach überem Chopf» im Jahr 2000 digital restauriert auf einer DVD in den Handel. Darauf sind auch alle fünf Teile des Original-Hörspiels von 1961 enthalten, allerdings in gekürzter Fassung.
Unter dem Titel des Films erschien am 13. Januar 2006 bei Faze Records auch eine CD (Faze 002) mit Liedern und Melodien aus Schweizer Filmen der vierziger bis frühen siebziger Jahre, unter welchen die Werke von Kurt Früh stark vertreten sind.

## Rezeption
Kleider machen Leute, aber eine Wohnung prägt genauso sehr. Wer anständig haust, wird auch ein anständiger Mensch. Kurt Früh hat diesen Zusammenhang 1962 im Spielfilm «Es Dach überem Chopf» am Beispiel der leicht verwahrlosten Familie Caduff auf charmante Weise demonstriert.
Früh trifft das Milieu der weniger betuchten Schweizer ganz gut, aber nie zu harsch. Er mag die Kontraste, die er zu den Reichen zeichnet, zu den Behörden und den Mächtigen, während unser Balz sich immer durchschwindeln muss. Die Handlung selbst ist dagegen eher dünn – ein wenig erinnert er den holländischen «Flodder», bloss weniger auf Kapriolen ausgelegt, versteht sich. Die einzige wahre Nebenhandlung zeigt die Tochter der Familie, die sich in einen Dieb verguckt, gespielt von niemand anderem als Bruno Ganz in seiner ersten grossen Kinorolle (mit knapp über 20 Jahren).
Die soziale Schweizer Wirklichkeit, die Kurt Früh in seinen Spielfilmen der 50er und 60er Jahre skizziert, entspricht nicht eigentlich den historischen Realitäten. In den 1970er und 80er Jahren wurden diese Filme oft als überzeichnet, beschönigend oder gar als rückständig empfunden. Aus heutiger Warte lässt sich darin aber sehr wohl die zeitgenössische ‹Ambivalenz› zwischen Wirtschaftsboom, Wertekonservatismus und gesellschaftlichem Aufbruch herauslesen. Durch seinen dokumentarisierenden Stil, für den er sich vom Neorealismus und vom poetischen Realismus inspirieren liess, entwirft Kurt Früh auch ein atmosphärisches Bild dieser Zeit.